# Робертс, Даллас
Да́ллас Марк Ро́бертс (англ. Dallas Mark Roberts; род. 10 мая 1970, Хьюстон, Техас, США) — американский актёр театра и кино. Номинировался на премию «Драма Деск».

## Биография
Даллас Робертс родился 10 мая 1970 года в Хьюстоне. Там он учился в Средней школе имени Пола Ревера (Paul Revere Middle School) и Высшей школе имени Роберта Ли (Robert E. Lee High School). Затем переехал в город Сарасота во Флориде, где в 1988 году окончил высшую школу (Sarasota High School). В 1990 году Робертс переехал в Нью-Йорк, где прожил 14 лет, обучаясь в Джульярдской школе на отделении драмы (в группе 23).
После окончания обучения стал участвовать в театральных постановках: Burn This (англ.) Ланфорда Уилсона, A Number Кэрила Черчилля. А за свою игру в офф-бродвейском спектакле Адама Рэппа «Ноктюрн» он был номинирован на премию «Драма Деск».
Сниматься начал с 1990 года (после выпуска из Джульярдской школы). Первое появление на экранах — в сериале «Закон и порядок». Впервые одну из главных ролей сыграл в фильме «Дом на краю света» в 2004 году.
Женился на Кристин Джонс, дизайнере декораций и профессоре Нью-Йоркского университета, у них родились два сына: Пайлот и Эвер.
В 2010 году снялся в сериале телеканала AMC: «Рубикон» (en). В 2012 году принял участие в съёмках 3-го сезона телесериала «Ходячие мертвецы». В октябре 2012 года снялся в американском фильме «Дверь».

## Фильмография
| Год          |     | Русское название                      | Оригинальное название             | Роль                                         |
| ------------ | --- | ------------------------------------- | --------------------------------- | -------------------------------------------- |
| 1994         | с   | Полицейские под прикрытием            | New York Undercover               | Ларри                                        |
| 1995—2009    | с   | Закон и порядок                       | Law & Order                       | Марти Уинстон / Марк Долтри / Мэттью Бланшар |
| 2003         | ф   |                                       | The Lucky Ones                    | Эдисон                                       |
| 2003         | кор | Музыка                                | Music                             | Мэтт                                         |
| 2004         | кор |                                       | Heavy Put-Away                    | Арт / Эл / мужчина                           |
| 2004         | ф   | Дом на краю света                     | A Home at the End of the World    | Джонатан Гловер                              |
| 2004         | с   | Закон и порядок: Специальный корпус   | Law & Order: Special Victims Unit | Томас Матерс                                 |
| 2005         | ф   | Переступить черту                     | Walk the Line                     | Сэм Филлипс                                  |
| 2005         | ф   | Проживая зиму                         | Winter Passing                    | Рэй                                          |
| 2005         | ф   | Непристойная Бэтти Пейдж              | The Notorious Bettie Page         | Скотти                                       |
| 2006         | ф   | Сёстры                                | Sisters                           | доктор Дилан Уоллес                          |
| 2006         | ф   | Флика                                 | Flicka                            | Гас                                          |
| 2006—2009    | с   | Секс в другом городе                  | The L Word                        | Ангус Патридж                                |
| 2007         | ф   | Джошуа                                | Joshua                            | Нед Давидофф                                 |
| 2007         | ф   |                                       | Lovely by Surprise                | Мопки                                        |
| 2007         | ф   | Поезд на Юму                          | 3:10 to Yuma                      | Грейсон Баттерфилд                           |
| 2008         | кор | Там, где чисто, светло                | A Clean, Well-Lighted Place       |                                              |
| 2009         | ф   | Психоаналитик                         | Shrink                            | Патрик                                       |
| 2009         | ф   | Гении                                 | Lightbulb                         | Мэтт                                         |
| 2009         | ф   | Обличитель                            | Tell-Tale                         | Хирург                                       |
| 2010         | ф   | Река-вопрос                           | The River Why                     | Титус                                        |
| 2010         | с   | Закон и порядок: Преступное намерение | Law & Order: Criminal Intent      | доктор Абель Хазард                          |
| 2010         | с   | Рубикон                               | Rubicon                           | Майлз Фидлер                                 |
| 2010—2014    | с   | Хорошая жена                          | The Good Wife                     | Оуэн Кавано                                  |
| 2011         | ф   | Схватка                               | The Grey                          | Пит Хендрик                                  |
| 2012         | с   | Элементарно                           | Elementary                        | доктор Ричард Мантло                         |
| 2012         | ф   | Фабрика                               | The Factory                       | Карл                                         |
| 2012—2013    | с   | Ходячие мертвецы                      | The Walking Dead                  | Милтон Мамет                                 |
| 2013         | ф   | Дверь                                 | The Door                          | Чарли Кроу                                   |
| 2013         | ф   | Далласский клуб покупателей           | Dallas Buyers Club                | Дэвид Уэйн                                   |
| 2013—2014    | с   | Помнить всё                           | Unforgettable                     | Элиот Дэлсон                                 |
| 2014         | ф   | Уоллес                                | Wallace                           | Уоллес                                       |
| 2014         | ф   |                                       | All the Birds Have Flown South    | Джимми                                       |
| 2014—2015    | с   | Полиция Чикаго                        | Chicago PD                        | Грегори Ейтс                                 |
| 2015         | с   | Закон и порядок: Специальный корпус   | Law & Order: Special Victims Unit | Грегори Ейтс                                 |
| 2017         | ф   | Погром                                | Mayhem                            | Лестер «Жнец» МакГилл                        |
| 2018 — н. в. | с   | Ненасытная                            | Insatiable                        | Боб Армстронг                                |